# یواس‌اس مک‌کراکن (ای‌پی‌ای-۱۹۸)
یواس‌اس مک‌کراکن (ای‌پی‌ای-۱۹۸) (به انگلیسی: USS McCracken (APA-198)) یک کشتی بود که طول آن ۴۵۵ فوت ۰ اینچ (۱۳۸٫۶۸ متر) بود. این کشتی در سال ۱۹۴۴ ساخته شد.